# Championnat d'Europe de saut d'obstacles 1963
Navigation
Édition précédente Édition suivante
Le championnat d'Europe de saut d'obstacles 1963, sixième édition des championnats d'Europe de saut d'obstacles, a eu lieu en 1963 à Rome, en Italie. Il est remporté par l'Italien Graziano Mancinelli.